# 安娜·羅斯·霍爾默
安娜·羅斯·霍爾默（英語：Anna Rose Holmer）是一名美國電影導演、作家，以其在2015年的處女作《The Fits》而知名。

## 早期生活
霍爾默出生於紐約州波靈，母親是藝術老師，父親則是鋼琴調音師。她在紐約大學主修電影攝影。

## 事業
2014年，霍爾默向Biennale College Cinema提出了電影《The Fits》的想法。她獲得一筆資助，並著手以小額預算拍攝她的電影。該片於2015年在第72屆威尼斯影展上首映，之後在2016年日舞影展上播放，並被示波器實驗室收購發行。
霍爾默為詹姆斯·布雷克的〈My Willing Heart〉執導音樂MV，並由娜塔莉·波曼演唱。

## 外部連結
- 安娜·羅斯·霍爾默在互联网电影资料库（IMDb）上的資料（英文）